# پروانه (فیلم ۲۰۱۴)
پروانه (به هندی: Titli) فیلمی محصول سال ۲۰۱۴ و به کارگردانی کانو بهل است. در این فیلم بازیگرانی همچون رانویر شوری، آمیت سیال، شاشانک آرورا، لالیت بهل و شیوانی راگووانشی ایفای نقش کرده‌اند.